# Antonio Scialoja

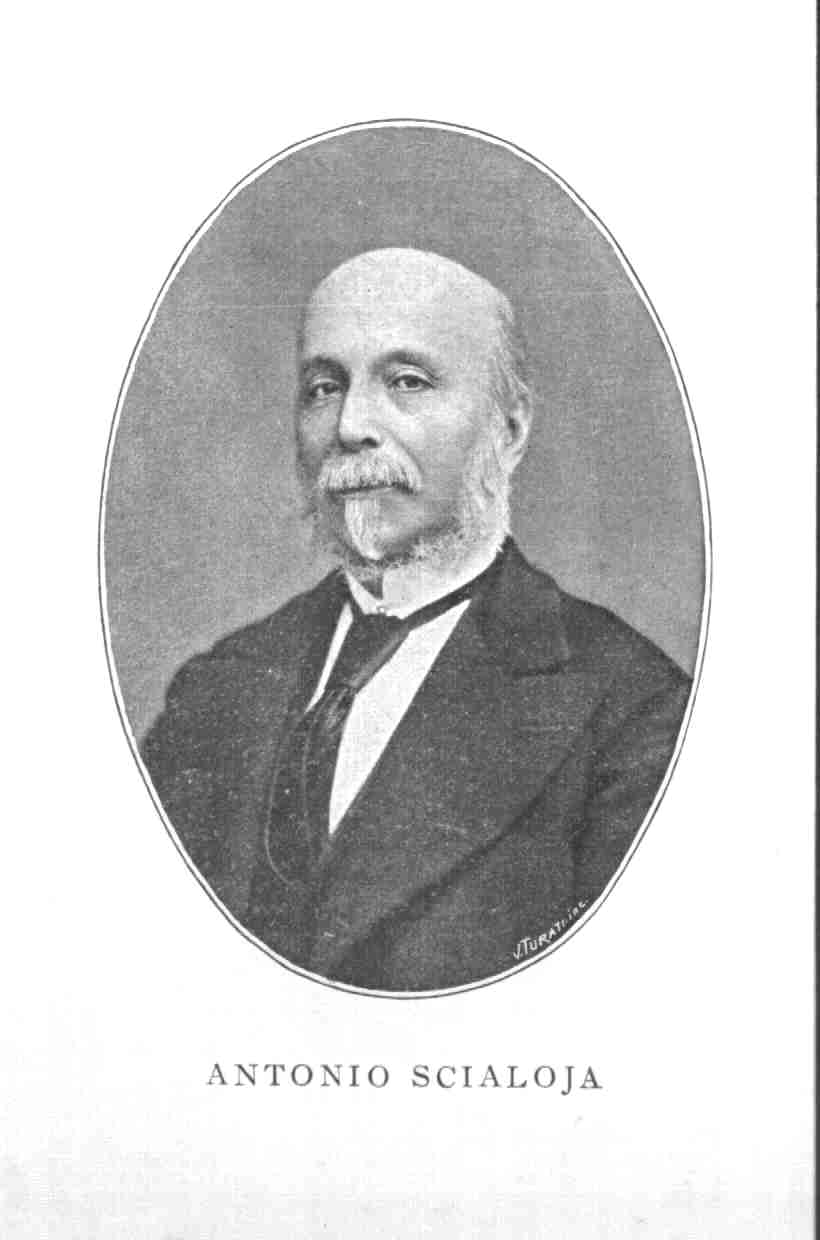

Antonio Scialoja, född 1 augusti 1817 i San Giovanni a Teduccio, död 13 oktober 1877 i Procida, var en italiensk nationalekonom och politiker. Han var far till Vittorio Scialoja. 
Scialoja, som var professor, var finansminister i Alfonso La Marmoras och Bettino Ricasolis ministärer 1865–1867 och undervisningsminister i Giovanni Lanzas ministär 1872–1873.